# Jorge Salcedo
Jorge Salcedo (Cerritos, 27 settembre 1972) è un allenatore di calcio ed ex calciatore statunitense di ruolo difensore.

## Carriera
Salcedo inizia a giocare nell'UCLA Bruins, per poi passare al Los Angeles Salsa e in seguito, per metà stagione '96, all'Atlético Morelia. Nel 1996 viene scelto al SuperDraft dal LA Galaxy con cui rimane per una stagione collezionando 29 presenze e due reti. L'anno successivo viene acquistato dal Columbus Crew rimanendovi da febbraio a novembre prima di passare al Chicago Fire con cui gioca undici partite. Dopo una breve esperienza al Tampa Bay Mutiny, fa ritorno ai Galaxy. Nel 2000 gioca le ultime partite della sua carriera con l'OC Blue Star.

### Nazionale
Ha disputato tre partite con la nazionale statunitense.

## Dopo il ritiro
Dopo il ritiro diventa prima assistente dell'UCLA Bruins dal 2001 al 2003, in seguito viene nominato allenatore nel 2004 fino al 2019, anno in cui viene arrestato con l'accusa di racket.

## Statistiche
Statistiche aggiornate al 17 novembre 2000.
| Stagione                  | Squadra                   | Campionato                | Campionato | Campionato | Coppe nazionali | Coppe nazionali | Coppe nazionali | Coppe continentali | Coppe continentali | Coppe continentali | Altre coppe | Altre coppe | Altre coppe | Totale | Totale |
| Stagione                  | Squadra                   | Comp                      | Pres       | Reti       | Comp            | Pres            | Reti            | Comp               | Pres               | Reti               | Comp        | Pres        | Reti        | Pres   | Reti   |
| ------------------------- | ------------------------- | ------------------------- | ---------- | ---------- | --------------- | --------------- | --------------- | ------------------ | ------------------ | ------------------ | ----------- | ----------- | ----------- | ------ | ------ |
| 1994                      | Los Angeles Salsa         | APSL                      | ??         | ??         |                 | -               | -               |                    | -                  |                    |             | -           | -           | ??     | ??     |
| 1995                      | Atlético Morelia          | PD                        | 6          | 0          |                 | -               | -               |                    | -                  |                    |             | -           | -           | 6      | 0      |
| 1996                      | LA Galaxy                 | MLS                       | 29+6       | 2          |                 | -               | -               |                    | -                  |                    |             | -           | -           | 35     | 2      |
| 1997                      | Columbus Crew             | MLS                       | 28+2       | 1+0        |                 | -               | -               |                    | -                  | .                  |             | -           | -           | 30     | 1      |
| 1998                      | Tampa Bay Mutiny          | MLS                       | 15         | 1          |                 | -               | -               |                    | -                  | .                  |             | -           | -           | 15     | 1      |
| 1998                      | Chicago Fire              | MLS                       | 11         | 0          |                 | -               | -               |                    | -                  | .                  |             | -           | -           | 11     | 0      |
| 1999                      | Tampa Bay Mutiny          | MLS                       | 16         | 0          |                 | -               | -               |                    | -                  | .                  |             | -           | -           | 16     | 0      |
| Totale Tampa Bay Mutiny   | Totale Tampa Bay Mutiny   | Totale Tampa Bay Mutiny   | 31         | 1          |                 | -               | -               |                    | -                  | -                  | -           | -           | -           | 31     | 1      |
| 1999                      | LA Galaxy                 | MLS                       | 3+1        | 0          |                 | -               | -               |                    | -                  | .                  |             | -           | -           | 4      | 0      |
| 2000                      | LA Galaxy                 | MLS                       | 5          | 0          |                 | -               | -               |                    | -                  | .                  |             | -           | -           | 5      | 0      |
| Totale Los Angeles Galaxy | Totale Los Angeles Galaxy | Totale Los Angeles Galaxy | 37         | 2          |                 | -               | -               |                    | -                  | -                  | -           | -           | -           | 37     | 2      |
| Totale carriera           | Totale carriera           | Totale carriera           | 132        | 4          |                 | -               | -               |                    | -                  | -                  | -           | -           | -           | 132    | 4      |